# Майбара
Майбара (яп. 米原市 Майбара-си) — город в Японии, находящийся в префектуре Сига. Площадь города составляет 250,46 км², население — 38 963 человека (1 июля 2014), плотность населения — 155,57 чел./км².

## Географическое положение
Город расположен на острове Хонсю в префектуре Сига региона Кинки. С ним граничат города: Нагахама, Хиконе, Огаки и посёлки: Тага, Ибигава, Секигахара.

## Население
Население города составляет 38 963 человека (1 июля 2014), а плотность — 155,57 чел./км². Изменение численности населения с 1980 по 2005 годы:
| 1980 | 39 335 чел. |  |
| 1985 | 39 739 чел. |  |
| 1990 | 39 600 чел. |  |
| 1995 | 40 557 чел. |  |
| 2000 | 41 251 чел. |  |
| 2005 | 41 009 чел. |  |